# Maclurochloa montana
Maclurochloa montana är en gräsart som först beskrevs av Henry Nicholas Ridley, och fick sitt nu gällande namn av Khoon Meng Wong. Maclurochloa montana ingår i släktet Maclurochloa och familjen gräs. Inga underarter finns listade i Catalogue of Life.